# Erebia expupillata
Erebia expupillata är en fjärilsart som beskrevs av Curt Eisner 1946. Erebia expupillata ingår i släktet Erebia och familjen praktfjärilar. Inga underarter finns listade i Catalogue of Life.